# Municipio de South St. Francis
El municipio de South St. Francis (en inglés: South St. Francis Township) es un municipio ubicado en el condado de Clay en el estado estadounidense de Arkansas. En el año 2010 tenía una población de 1720 habitantes y una densidad poblacional de 28,35 personas por km².

## Geografía
El municipio de South St. Francis se encuentra ubicado en las coordenadas 36°21′45″N 90°11′0″O / 36.36250, -90.18333. Según la Oficina del Censo de los Estados Unidos, el municipio tiene una superficie total de 60.68 km², de la cual 60,52 km² corresponden a tierra firme y (0,27 %) 0,16 km² es agua.

## Demografía
Según el censo de 2010, había 1720 personas residiendo en el municipio de South St. Francis. La densidad de población era de 28,35 hab./km². De los 1720 habitantes, el municipio de South St. Francis estaba compuesto por el 97,67 % blancos, el 0,76 % eran afroamericanos, el 0,06 % eran amerindios, el 0,17 % eran asiáticos, el 0,29 % eran de otras razas y el 1,05 % eran de una mezcla de razas. Del total de la población el 1,45 % eran hispanos o latinos de cualquier raza.